# Kvadratfritt tal
Inom matematiken är ett kvadratfritt tal ett heltal som inte är delbart med någon perfekt kvadrat, utom 1. Till exempel är 10 kvadratfritt men inte 18, eftersom 18 är delbart med 9 = 32.
De första positiva kvadratfria talen är:
1, 2, 3, 5, 6, 7, 10, 11, 13, 14, 15, 17, 19, 21, 22, 23, 26, 29, 30, 31, 33, 34, 35, 37, 38, 39, 41, 42, 43, 46, 47, 51, 53, 55, 57, 58, 59, 61, 62, 65, 66, 67, 69, 70, 71, 73, 74, 77, 78, 79, 82, 83, 85, 86, 87, 89, 91, 93, 94, 95, 97, 101, 102, 103, 105, 106, 107, 109, 110, 111, 113, 114, 115, 118, 119, 122, 123, 127, 129, 130, 131, 133, 134, 137, 138, 139, 141, 142, 143, 145, 146, 149, 151, 154, 155, 157, 158, 159, 161, 163, 165, 166, 167, 170, 173, 174, 177, 178, 179, 181, 182, 183, 185, 186, 187, 190, 191, 193, 194, 195, 197, 199, 201, 202, 203, 205, 206, 209, 210 … (talföljd A005117 i OEIS)

## Ekvivalenta karakteriseringar
Det positiva heltalet n är kvadratfritt om och bara om:
- μ(n) ≠ 0, där μ är Möbiusfunktionen.
- den är sin egen radikal.
- alla Abelska grupper  of ordning n är isomorfiska, vilket gäller om och bara om alla grupper är cykliska.
- kvotringen Z / nZ (se modulär aritmetik) är en produkt av kroppar. Detta följer ur kinesiska restsatsen och att en ring av formen Z / kZ är en kropp om och bara om k är ett primtal.

## Fördelning
Låt Q(x) beteckna antalet kvadratfria tal mellan 1 och x. Då kan man bevisa med elementära metoder
{\displaystyle Q(x)={\frac {x}{\zeta (2)}}+O\left({\sqrt {x}}\right)={\frac {6x}{\pi ^{2}}}+O\left({\sqrt {x}}\right)}
Med mer avancerade metoder kan man få ner feltermen till
{\displaystyle Q(x)={\frac {6x}{\pi ^{2}}}+O\left(x^{1/2}\exp \left(-c{\frac {(\log x)^{3/5}}{(\log \log x)^{1/5}}}\right)\right).}
för någon konstant c. Om man antar att Riemannhypotesen är sann kan feltermen fås ner till
{\displaystyle Q(x)={\frac {x}{\zeta (2)}}+O\left(x^{17/54+\varepsilon }\right)={\frac {6x}{\pi ^{2}}}+O\left(x^{17/54+\varepsilon }\right).}
Den asymptotiska densiteten av kvadratfria tal är alltså
{\displaystyle \lim _{x\to \infty }{\frac {Q(x)}{x}}={\frac {6}{\pi ^{2}}}={\frac {1}{\zeta (2)}}}
där ζ är Riemanns zetafunktion.

## Erdős kvadratfri-förmodan
Centrala binomialkoefficienten
{\displaystyle {2n \choose n}}
är aldrig kvadratfri för n > 4. Detta bevisades 1985 för alla tillräckligt stora heltal av András Sárközy och för alla heltal 1996 av Olivier Ramaré och Andrew Granville.